# Kaiser-Otto-Straße 16 (Quedlinburg)

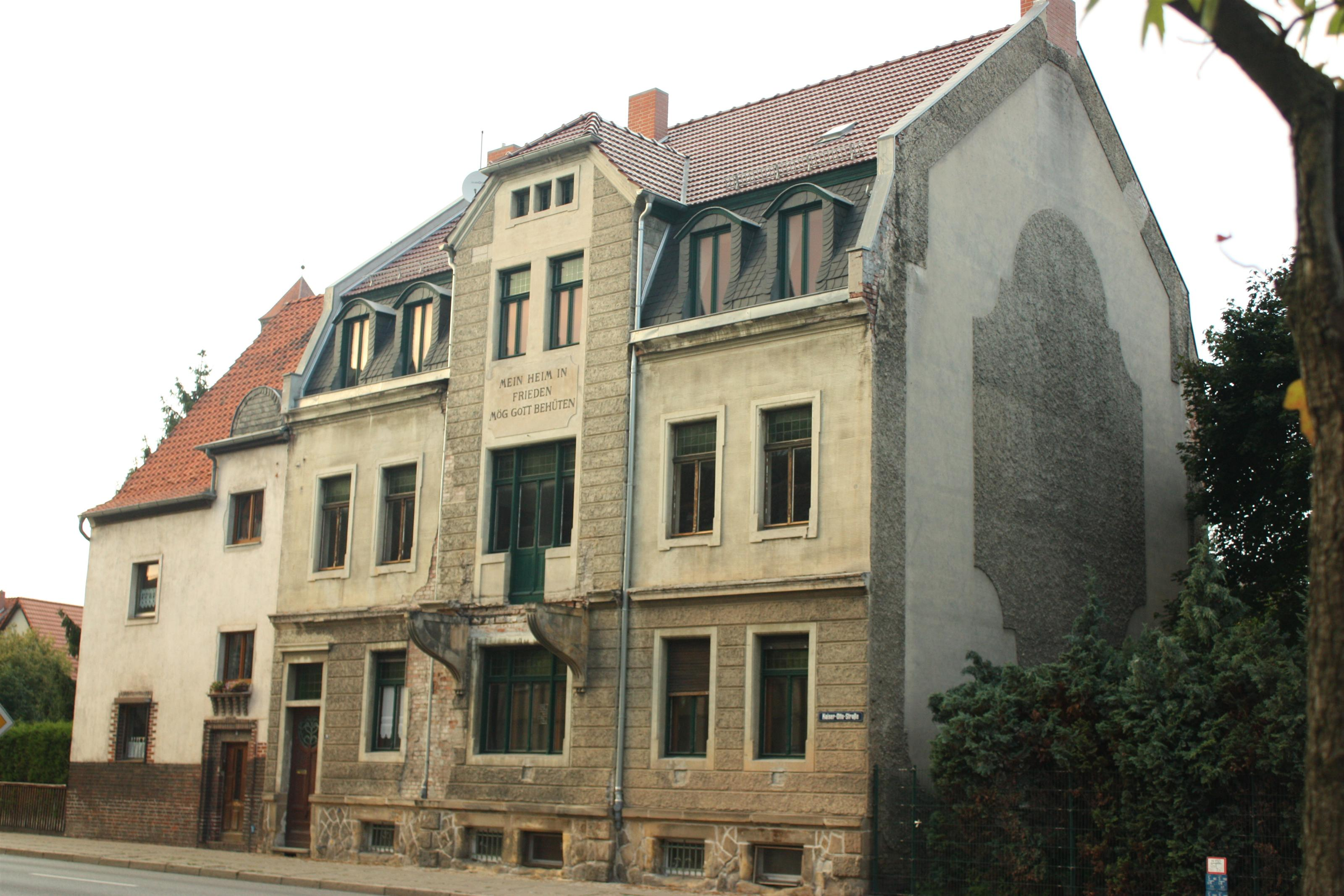
Haus Kaiser-Otto-Straße 16

Das Haus Kaiser-Otto-Straße 16 ist ein denkmalgeschütztes Gebäude in der Stadt Quedlinburg in Sachsen-Anhalt.

## Lage
Es befindet sich südlich des Quedlinburger Schloßbergs und ist im Quedlinburger Denkmalverzeichnis als Wohnhaus eingetragen.

## Architektur und Geschichte
Das Mietshaus entstand im Jahr 1905. Planung und Bauausführung erfolgten durch Maurermeister Robert Riefenstahl. Die Gestaltung erfolgte unter Verwendung von Formen des Neobarocks und des Jugendstils. Besondere Formen weisen die Putzoberflächen des Erdgeschosses und des Gebäudegiebels auf. Bemerkenswert ist die Eingangstür des Hauses sowie eine Bleiverglasung im Treppenhaus.
Mittig in der straßenseitigen Fassade war ein Balkon angeordnet, der jedoch derzeit (Stand 2012) nur in Teilen vorhanden ist. Darüber befindet sich die Inschrift: MEIN HEIM IN FRIEDEN MÖG GOTT BEHÜTEN.